# Don Potts
Donald Edwin „Don“ Potts (* 5. Oktober 1936 in San Francisco, Kalifornien) ist ein US-amerikanischer Künstler. Seit 1990 nennt er sich Hada.

## Leben und Werk
Potts studierte Bildhauerei am San José State College, San José, wo er seinen M.A. 1965 erwarb. Er lebte im Marin County in Kalifornien und seit 2006 in Fairfield (Iowa). 1977 war Don Potts Stipendiat des Künstlerprogramms des DAAD in Berlin. Im gleichen Jahr stellte er auf der documenta 6 aus. Bekannt geworden ist er vor allem durch sein nach sechsjähriger Arbeit 1972 vollendetes Werk My first car, eine Assemblage von vier filigranen, stark reduzierten Auto-Chassis aus verschiedenen Materialien, das als ein 'elegantes Requiem auf das goldene Zeitalter des Automobils' empfunden wurde. Sie erinnerten aber auch an selbstgebastelte Hot rods oder an Entwürfe Leonardo da Vincis. 1987 zerstörte er dieses Werk und schloss sich der transzendentalen Bewegung von Maharishi Mahesh Yogi an.
Don Potts war auch als akademischer Lehrer tätig, baute Architekturmodelle und stellte seine Werke in vielen Galerien und Museen in Europa und den USA aus, u. a. auf der documenta 6 1977 in Kassel.

## Ausstellungen
- Eccentric abstraction, Fischbach Gallery, New York City 1966
- My First Car, Museum of Contemporary Art Chicago (MCA), Chicago, IL 1973, danach über 20 Einzelausstellungen u. a. in Minneapolis, New York City und 1978 im Berliner Kunstlerprogramms des DAAD in der Berliner Akademie der Künste
- Middelheim Biennale 18, Antwerpen 1985[3]